# U-117 (1941)
U-117 – niemiecki okręt podwodny typu X B z okresu II wojny światowej. Okręt wszedł do służby w 1941, jedynym dowódcą był FrgKpt. Hans-Werner Neumann. 

## Historia
Okręt włączony do 1. (październik 1941 – styczeń 1942), potem 2. (luty 1942 – wrzesień 1942) Flotylli jako jednostka szkolna, potem bojowa. Od połowy października do końca listopada 1942 wchodził w skład 11., potem przydzielony do 12. Flotylli.
W czasie II wojny okręt odbył 5 patroli bojowych, podczas których stawiał miny i dostarczał paliwo oraz prowiant innym U-Bootom. Na minach postawionych przez U-117 zatonęła w kwietniu 1943 jedna jednostka przeciwnika, druga została uszkodzona.
Okręt został zatopiony 7 sierpnia 1943, zaskoczony przez samoloty z lotniskowca eskortowego USS „Card”
podczas tankowania paliwa dla U-66. Bomby głębinowe zrzucone z Avengera eksplodowały pomiędzy okrętami i uszkodziły U-117; U-66 zdołał ujść. Przybyłe wkrótce dalsze Avengery i Wildcaty zmusiły U-117 do zanurzenia. Jedna z dwóch zrzuconych torped akustycznych Mk.24 Fido zatopiła okręt. Zginęła cała, 68-osobowa, załoga.